# 小行星7137
小行星7137（7137 Ageo）是一颗绕太阳运转的小行星，为主小行星带小行星。该小行星于1994年1月4日发现。

## 轨道参数
小行星7137的轨道半长轴为2.8097902 UA，离心率为0.066。